# Lauren Alaina
Lauren Alaina Suddeth (Rossville, 8 novembre 1994) è una cantante statunitense.
È stata una concorrente della decima edizione dell'American Idol, nella quale è arrivata seconda. Il suo primo singolo, Like My Mother Does, è stato pubblicato subito dopo la finale del programma nella primavera 2011 ed è entrato in top 20 negli Stati Uniti. Il suo album di debutto, Wildflower, sarà pubblicato in ottobre.
Lauren è nata a Rossville, in Georgia, da Kristy e J.J. Suddeth. È di religione cristiana. Suo padre lavora come tecnico a Chattanooga, in Tennessee. È una studentessa alla Lakeview-Fort Oglethorpe High School a Fort Oglethorpe, in Georgia, dove fa la cheerleader. Prima di partecipare all'American Idol, Lauren partecipava a talent show e concerti organizzati nella sua zona.

## Biografia

### American Idol e Widflower (2011-2014)
Lauren partecipa ai provini della decima edizione dell'American Idol a Nashville, in Tennessee, diventando subito una delle preferite dai giudici. Durante la finale, svolta il 25 maggio 2011, canta Before He Cheats con Carrie Underwood, la cantante originale del brano, ed è stata proclamata seconda classificata nella competizione.
Il suo singolo di debutto, Like My Mother Does, viene pubblicato subito dopo la finale. Il brano debutta alla ventesima posizione della Billboard Hot 100 e alla quarantanovesima della classifica country vendendo 121.000 copie nella sua prima settimana. La cantante partecipa inoltre a diversi talk show, come il Tonight Show with Jay Leno, il Live With Regis and Kelly, e il Today Show. L'8 giugno 2011, Lauren presenta i CMT Music Awards con il vincitore dell'American Idol Scotty McCreery; il 9 giugno partecipa al Grand Ole Opry e ha duettato con Martina McBride al CMA Music Festival il 10 giugno. In questo stesso periodo, Lauren prende infine parte all'American Idols LIVE! Tour 2011 da luglio a settembre 2011.
In quanto seconda classificata all'American Idol, Lauren riceve un contratto del valore di 87.500 dollari, che si sarebbe poi raddoppiato per registrare l'album. Ha firmato un contratto con i Mercury Nashville Records. L'11 agosto è stato confermato che il suo album di debutto, Wildflower, sarà pubblicato l'11 ottobre 2011. Una volta pubblicato, l'album ha debuttato alla 5 della Billboard 200 vendendo 69.000 copie nella sua prima settimana. Fa seguito a ciò un'ingente promozione televisiva, dopo di che Lauren apre i concerti di Jason Aldelan e Sugarland. Seguono infine il lancio del terzo singolo Eighteen Inches ed un tour da headliner.
Dopo aver ottenuto questi risultati, Lauren Alaina conclude il 2012 venendo insignita del titolo di Best New Artist agli American Country Awards. Nel maggio 2013 pubblica il singolo Barefoot and Buckwild, brano scritto con Chris DeStefano e Jon Nite. Seguono altri brani, tra cui una cover del brano natalizio My Grown Up Christmas List.

### Road Less Traveled, nuovi progetti (2015-presente)
Nel settembre 2015 pubblica il singolo Next Boyfriend, facente parte dell'EP Lauren Alaina, uscito il 2 ottobre 2015. Nel 2016, Lauren apre i concerti di Alan Jackson e realizza un'altra cover natalizia, questa volta del celebre classico O Holy Night. Nel luglio 2016, Lauren pubblica il brano Road Less Traveled, coscritto insieme a Jesse Frasure e Meghan Trainor. Nel gennaio 2017 pubblica il suo secondo album in studio Road Less Traveled, prodotto da busbee. L'album contiene anche i brani già inclusi nell'EP. La cantante definisce l'album molto diverso dal precedente ed afferma che il suo tema principale è come le differenze rendano ciascuno di noi meraviglioso. In questo stesso periodo, Lauren debutta come attrice nel film The Road Less Traveled: un progetto chiaramente legato alla promozione del suo album omonimo. Lauren estrae come terzo singolo dall'album il brano Doin Fine; nello stesso periodo, l'artista collabora con l'amico d'infanzia Kane Brown (nel frattempo diventato anche lui famoso) nel brano What Ifs: entrambi i brani ottengono un notevole successo.
Nel 2018, Lauren Alaina pubblica il singolo Ladies In The 90s, a cui fa seguito un forte impegno dal vivo come opener di artisti come Blake Shelton, Cole Swindel e altri. Nel 2019 vengono pubblicati i singoli The Other Side e Getting Good, a cui fa seguito l'EP Getting Good, pubblicato a marzo 2020. Sempre nel 2019, Lauren Alaina partecipa come concorrente nel talent show Dancing With The Stars, dove riuscirà a classificarsi quarta. In seguito alla pubblicazione dell'EP, Lauren pubblica un singolo non incluso in questo progetto, Run. L'artista annuncia successivamente un altro EP intitolato Getting Over Him, pubblicandolo il 4 settembre 2020. Il disco include una collaborazione con i Lukas Graham, What Do You Think Of.

## Discografia

### Album in studio
- 2011 – Wildflower
- 2017 – Road Less Traveled
- 2021 – Sitting Pretty on Top of the World

### EP
- 2015 – Lauren Alaina
- 2020 – Getting Good
- 2020 – Getting Over Him

### Singoli
- 2011 – Like My Mother Does
- 2011 – Georgia Peaches
- 2012 – Eighteen Inches
- 2013 – Barefoot and Buckwild
- 2013 – My Grown Up Christmas List
- 2015 – Next Boyfriend
- 2016 – Road Less Traveled
- 2016 – Doin Fine
- 2016 – What Ifs (con Kane Brown)
- 2018 – Ladies In The 90s
- 2019 – The Other Side
- 2019 – Getting Good
- 2020 – Run